# 土瓜灣
土瓜灣（英語：To Kwa Wan，古稱土家灣）是位於香港九龍半島東南部的一個海灣。土瓜灣行政上屬於九龍城區的五個分區之一（即紅磡、土瓜灣、九龍城及九龍塘、何文田和啟德）。土瓜灣之大致位置為紅磡以北，何文田以東，九龍城以南，啟德以西。

## 地理位置
狹義之土瓜灣，具體位置為東面臨九龍灣及土瓜灣避風塘與舊啟德機場對望，南面以庇利街與鶴園為界，西南面則以馬頭圍道及新柳街（亦有説江西街）與老龍坑為界，西面以靠背壟道與靠背壟為界，西北面以天光道及馬頭圍道與靠背壟及馬頭圍為界，北面以馬頭角道與馬頭涌為界，以新山道及新碼頭街與馬頭角為界。

### 地名爭議
隨著土瓜灣的發展及港鐵土瓜灣站落成，土瓜灣之名氣蓋過周邊的少用地名，因此政府及媒體經常將附近之馬頭圍、馬頭涌、馬頭角、靠背壟甚至老龍坑歸入廣義之土瓜灣。
例如，媒體會將位於馬頭涌之傲雲峰歸入土瓜灣，
亦會將位於馬頭角之翔龍灣歸入土瓜灣，也會將位於靠背壟之農圃道18號歸入土瓜灣，甚至將位於老龍坑之冠山苑歸入土瓜灣。
又例如，2006年市建局發言人表示，1998年宣布的25個重建項目並不包括土瓜灣北部馬頭角十三街。
而實際上十三街位處馬頭角，因土瓜灣/馬頭角本有新山作天然分界線，但後來新山被削平而變得不明顯，造成地名擴散/縮細的爭議，尤其曾以沙中綫宋皇臺站/土瓜灣站命名爭議最盛，因為兩站的位置皆屬於土瓜灣範圍。

## 歷史

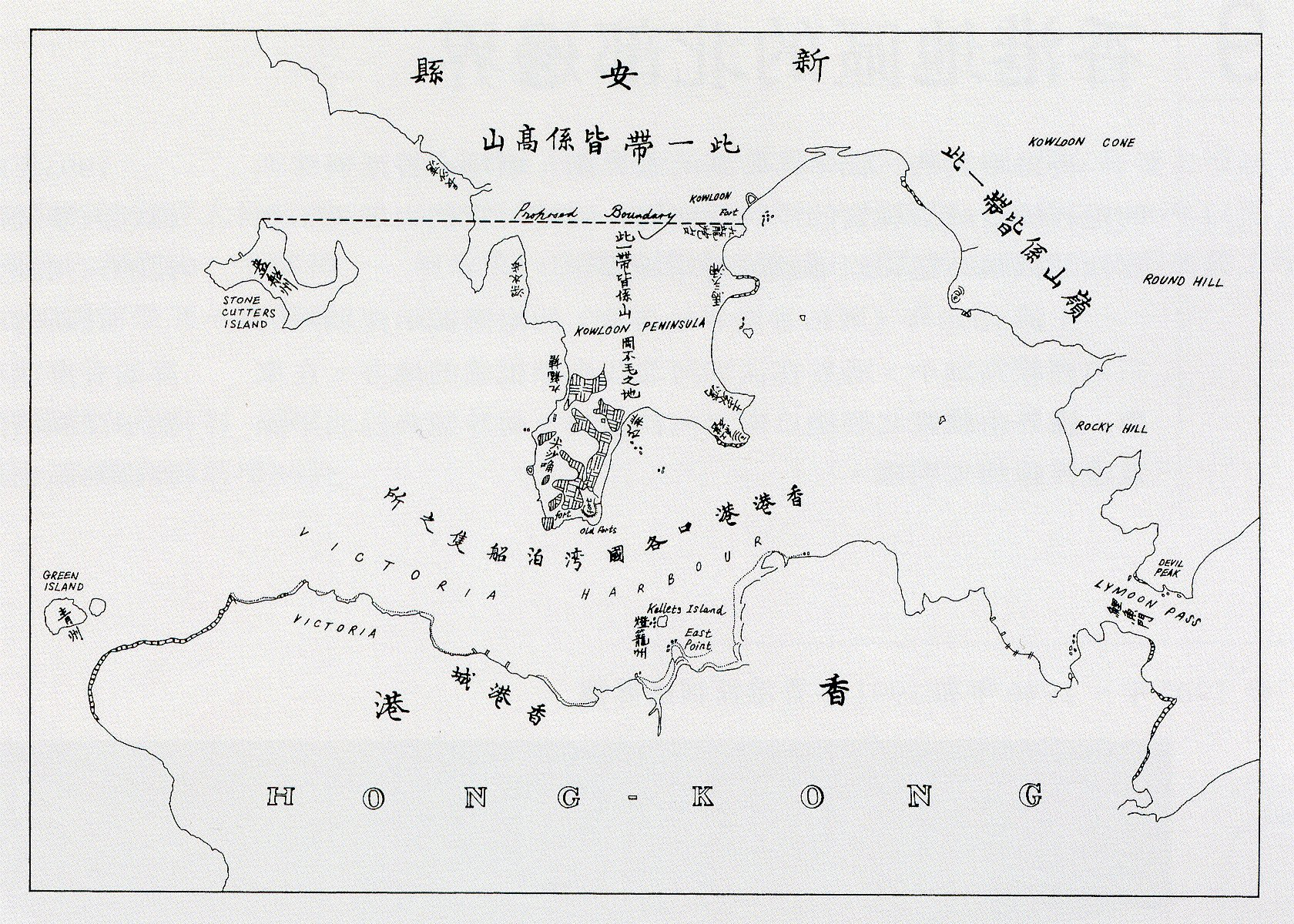
《北京條約》中的「土家灣」

根據沙中缐土瓜灣站的考古發掘，證實唐宋年間土瓜灣地區已經有村落和墟鎮。
土瓜灣村早於1819年《新安縣志》已經有記載，是爲數不多的九龍半島古村落之一。1860年簽訂之《北京條約》中，土瓜灣被稱爲"土家灣"。
1873年，土瓜灣與紅磡、鶴園創立紅磡三約，在今日差館里附近合資興建觀音廟，并於1902年成立「紅磡三約公所」。
至1920年代，土瓜灣村落隨市區的擴展而消失，同一時期拆卸的還有附近九龍寨的馬頭圍、馬頭角和二王殿村等。
二次大戰之後的1960-70年代，九龍城區的土瓜灣更被發展成為一個工業區。土瓜灣設有英泥廠、製衣廠、船廠，以至電池廠、塑膠花廠等。其中香港元興電機織染廠就是其中一例，另外是製造燈塔牌手電筒的香港捷和製造廠（1947）有限公司、專業漂染各種布匹的禎昌染布廠、製造火水燈的立泰製造廠有限公司和製造機器的新聯機器廠等等。不過隨着工廠北移中國大陸，昔日的工廠已經陸續清拆重建。
自1998年啟德機場關閉後，有不少新私人屋苑在土瓜灣落成，也有不少工業租戶陸續遷往九龍東之新蒲崗、九龍灣、觀塘和油塘等。不過近年不停重建下，不少老街坊被迫搬走，老店亦難敵昂貴租金而結業。近年區內亦多了不少港澳個人遊旅客，出現多間金舖及藥房。

## 地名由來
土瓜灣名稱的由來，有三種不同說法。
其一，是土瓜灣舊日的海灣之中，「海心島」的形狀像土瓜（即番薯）而得名。
其二，是土瓜灣村之村民曾大量種植土瓜，並供奉給1277年逃至九龍城一帶官富場的宋端宗趙昰享用而得名。
其三，是因爲土瓜灣村本身是為數不多的九龍半島原住民古村落之一，爲了有別於後來才遷入香港的客家人建立的客家圍村「客家村」，所以稱為「土家村」，所在海灣便稱為「土家灣」。

### “土瓜灣”與“土家灣”
張洪年(2017)提出，《新安縣全圖》把“土瓜灣”的漢字記作“土家灣”，英文記作“To Ka Wan”，反映該地人口把“瓜”讀作沒有圓唇的“ka”。珠三角各種方言中，“瓜”失去圓唇的，除了客家話，就是屬於四邑片的開平、恩平。該文因為距離和人口分佈理由，排除了四邑，提出“土瓜灣”中“瓜”的拼法較有可能是反映客家話的讀法。
劉擇明和鄧思穎(2020)認爲，比較四個可能來源，圍頭話的“灣”字的字音和香港粵語相差極遠，水上話和客家話雖然都可以把“土瓜灣”的“灣”讀作低調，但都沒有穩定的低變調現象。“土瓜灣”的“瓜”被記成沒有圓唇的“家”“Ka”，只符合恩平話、開平話等四邑話和客家話。從語音比較來看，四邑話好像可以說明最多的讀音現象。

### 「灣」字讀音
“灣”字在香港粵語讀陰平 [wan55]，但在“土瓜灣”，“長沙灣”，“銅鑼灣”三個地名中會讀成陽平（低降調）[wan21]。經考察舊地圖轉寫、變調規則、例外讀音等證據後，劉擇明和鄧思穎(2020)指出，這些地名的“灣”字，來源可能是四邑話（開平、恩平）地名的低變調。四邑話來源可以說明《新安縣地圖》中“土瓜灣”的“瓜”記成“家”，“長沙灣”的“長”英譯沒有記成客家話的“Chong”，“灣”字讀低變調而保留 [a] 元音等情況。本文的分析，也應該適用於“上環”、“中環”、“西環”等地名的“環”字。
“都市日報”專欄亦認爲，因爲大量遷入的客家人使用客家話，所以將土瓜灣中陰平的「灣」讀作陽平的「環」。

## 社區環境

土瓜灣為高密度住宅區

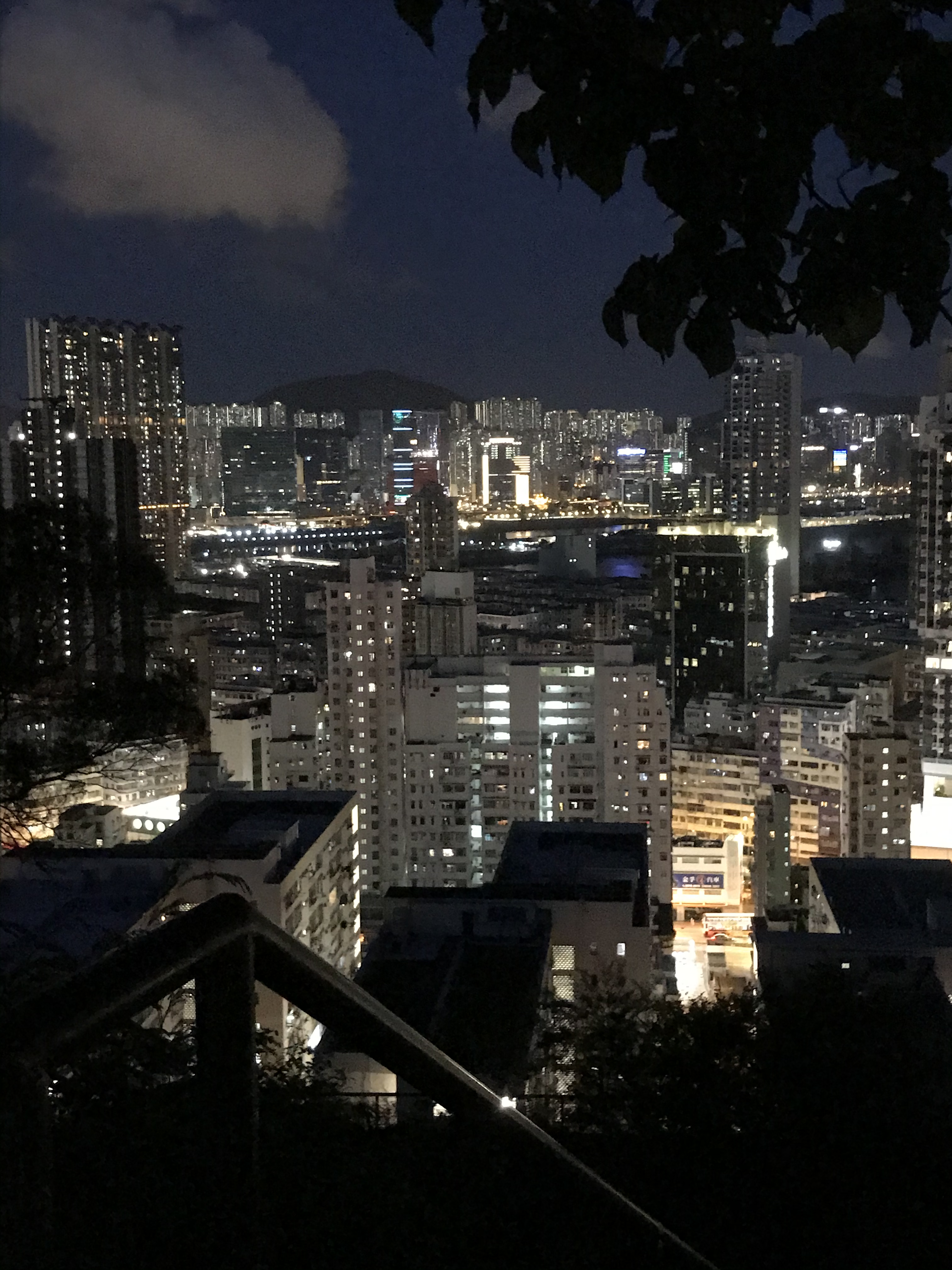
土瓜灣夜景

土瓜灣主要以住宅區及輕工業區為主，另外附近沿漆咸道北至馬頭圍道一帶亦聚集了不少傢具商舖和室內設計公司。商舖主要集中在土瓜灣道，工廠大廈和住宅式工場則於九龍城道與馬頭圍道，後因工業轉營，工廠慢慢搬遷，部份工廠大廈演變成現在內地旅行團購物的地方。
因為是舊區關係，土瓜灣區內不少樓宇設有老人院。而鴻福街一帶原本設多間檔販，人流眾多。不過到1984年土瓜灣街市落成後，政府其後將橫街規劃成死胡同，人流開始大減。地舖陸續在1980年代中起變成車房。
有民間組織於2014年起進駐土瓜灣，透過舉辦導賞團及社區講座喚起大眾關注保育。

### 私人屋苑
- 港圖灣
- 偉恒昌新邨
- 環海·東岸
- 碧麗花園
- 榮輝大廈
- VIVA
- 津匯
- 旭日豪庭
- 駿豪居
- 安和園
- 定安大廈
- 翔龍灣
- 傲雲峰
- 海悅豪庭
- 半山壹號
- 農圃道18號

### 資助房屋
- 冠山苑
- 樂民新村
- 欣榮花園

### 公共設施

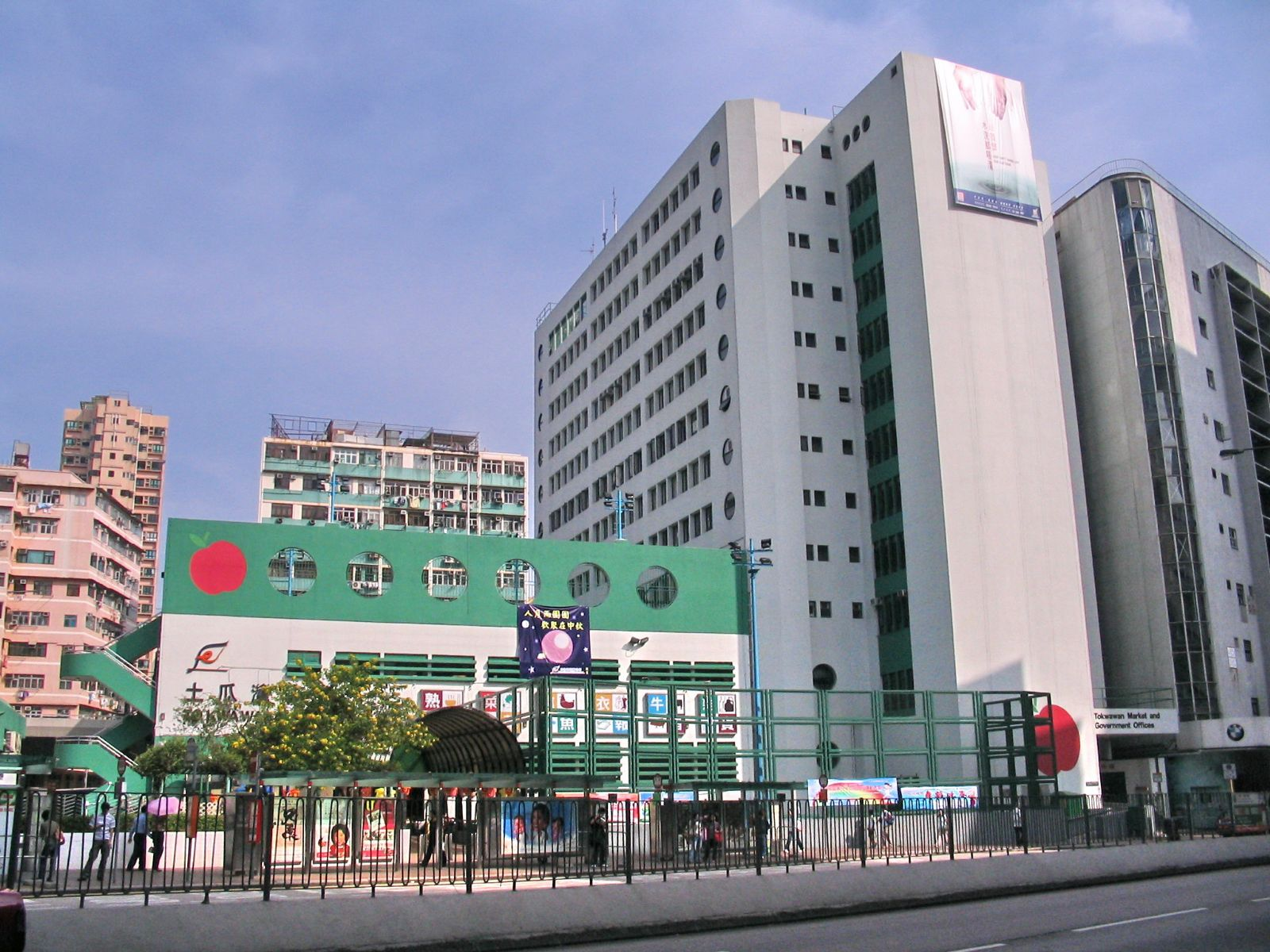
有「紅蘋果」之稱的土瓜灣市政大廈

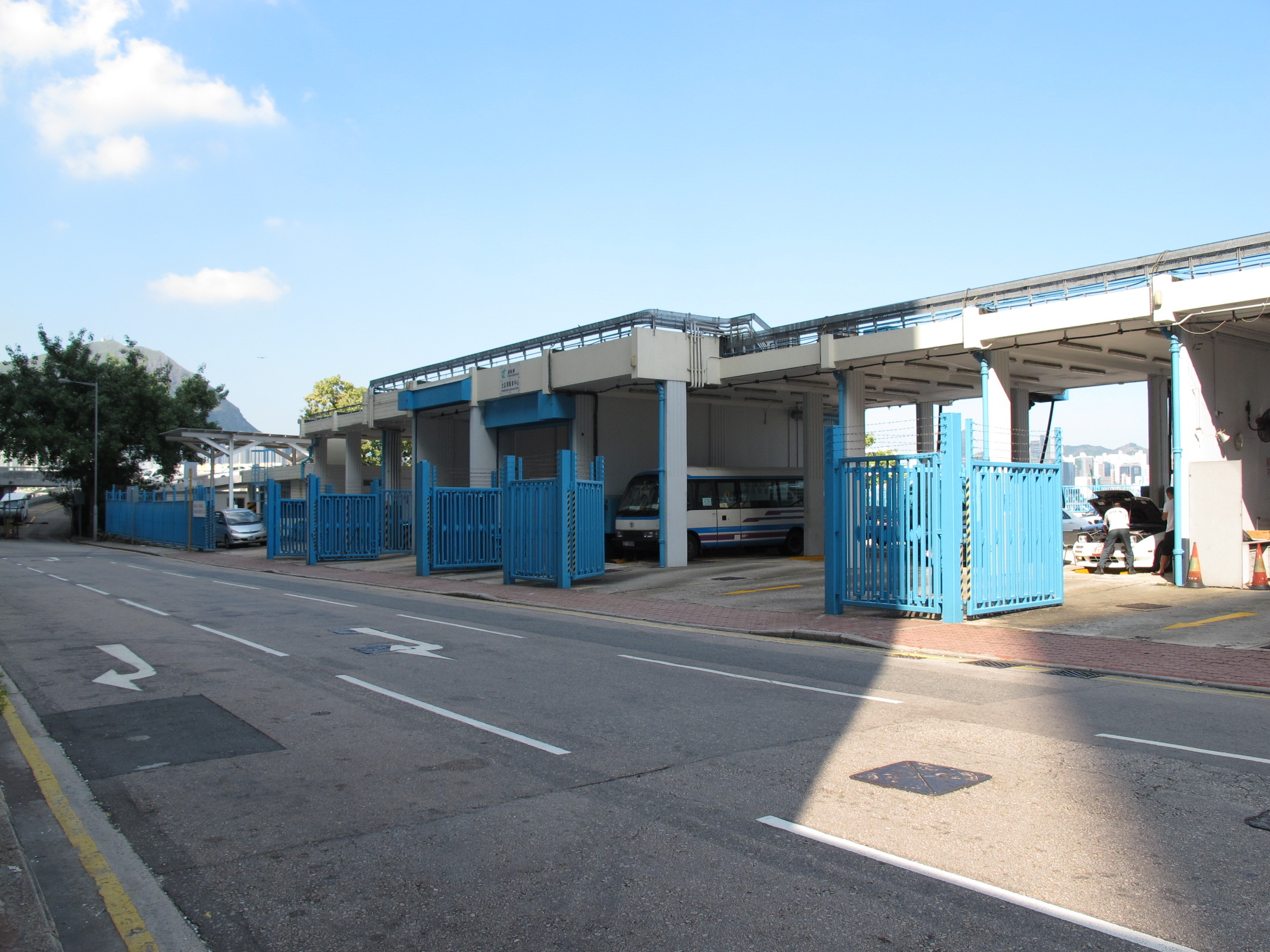
土瓜灣驗車中心(已搬遷)

- 土瓜灣公共圖書館
- 土瓜灣體育館
- 土瓜灣市政大廈暨政府合署
- 土瓜灣避風塘
- 土瓜灣基本污水處理廠
- 土瓜灣驗車中心（已搬遷）

### 醫療服務
- 香港政府衛生署順德聯誼會梁球琚診所

### 康樂文娛設施

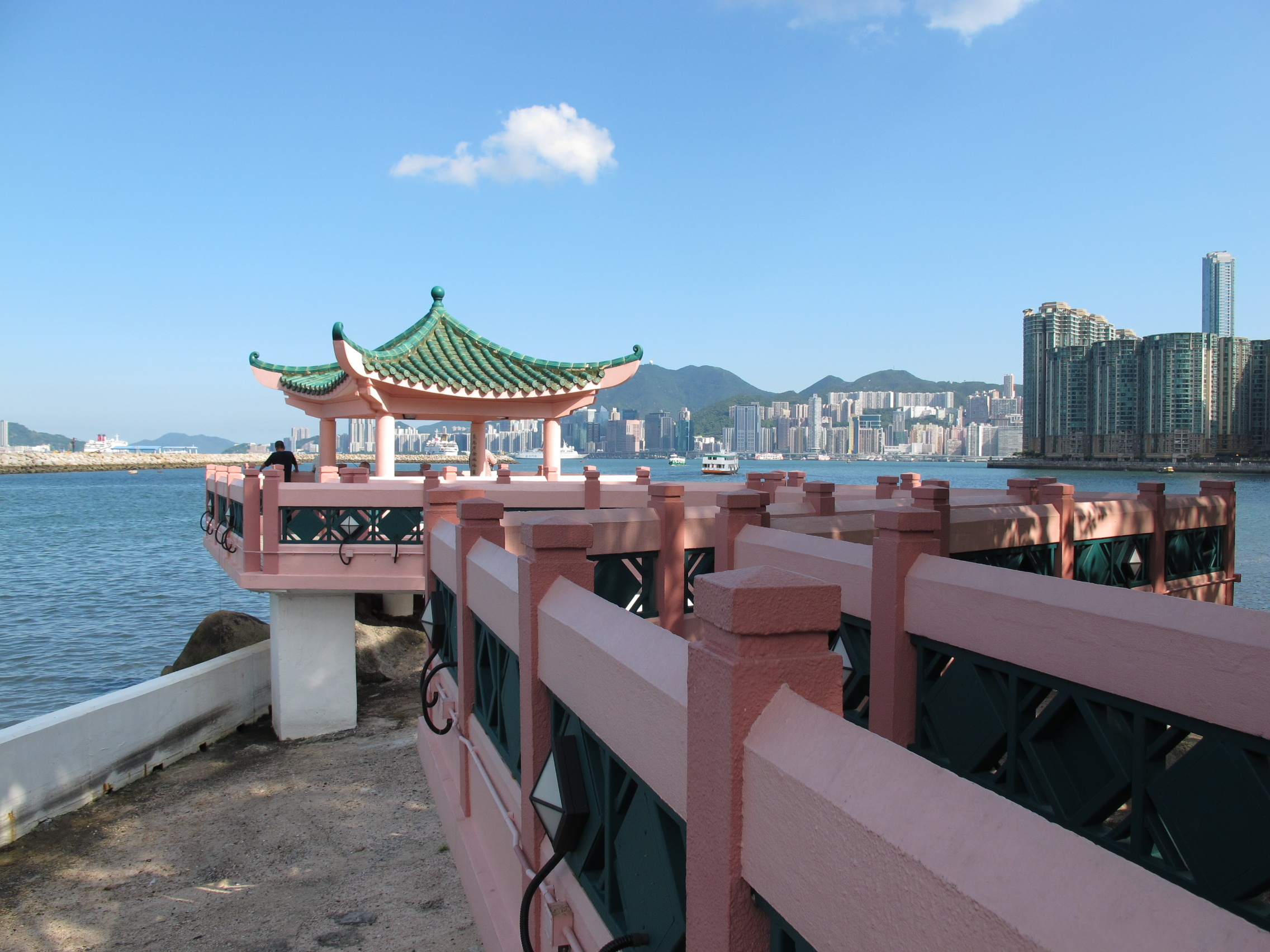
海心公園

- 海心公園
- 景雲街遊樂場
- 土瓜灣遊樂場
- 土瓜灣室內體育館
- 土瓜灣市政大廈室內體育館

### 宗教建築
- 基督教信心堂
- 海心廟
- 土瓜灣天后古廟
- 聖公會牧愛堂
- 天主教聖母院堂區

## 教育

### 中學
- 中華基督教會基道中學
- 保良局顏寶鈴書院
- 協恩中學

### 小學

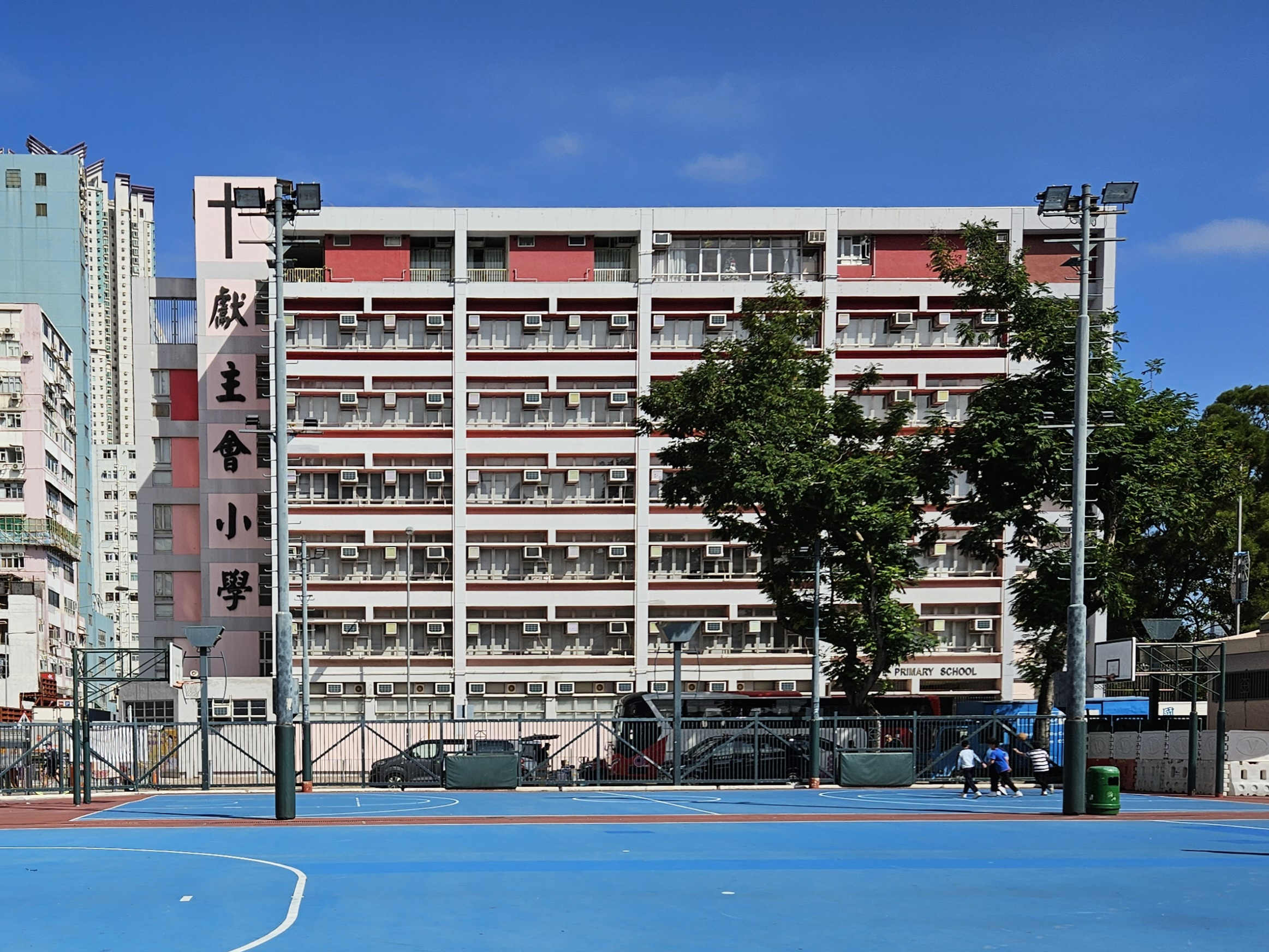
獻主會小學

聖公會聖匠小學，左方為中華電力有限公司旭日街支站，及景雲街遊樂場

- 保良局林文燦英文小學
- 獻主會小學
- 獻主會聖馬善樂小學
- 九龍靈光小學
- 基督教香港信義會紅磡信義學校
- 聖公會牧愛小學
- 聖公會聖匠小學
- 農圃道官立小學

### 特殊學校
- 保良局陳麗玲(百周年)學校 (浙江街15號)
- 慈恩學校 (浙江街13號)[24]

## 交通

### 主要交通幹道
- 馬頭圍道
- 土瓜灣道
- 九龍城道
- 啟德隧道
- 東九龍走廊
- 靠背壟道

### 其他街道
- 新柳街
- 庇利街
- 山西街
- 石塘街
- 崇安街
- 環安街
- 江西街
- 安徽街
- 四川街
- 江蘇街
- 美善同道
- 美善同里
- 浙江街
- 落山道
- 上鄉道
- 下鄉道
- 榮光街
- 玉成街
- 啟明街
- 銀漢街
- 隆德街
- 長寧街
- 鴻福街
- 鴻光街
- 永耀街
- 貴州街
- 偉景街
- 朗月街
- 旭日街
- 順風街
- 景雲街
- 炮仗街
- 美景街
- 美光街
- 北帝街
- 馬坑涌道
- 新碼頭街
- 馬頭角道
- 新山道
- 譚公道

## 流行文化

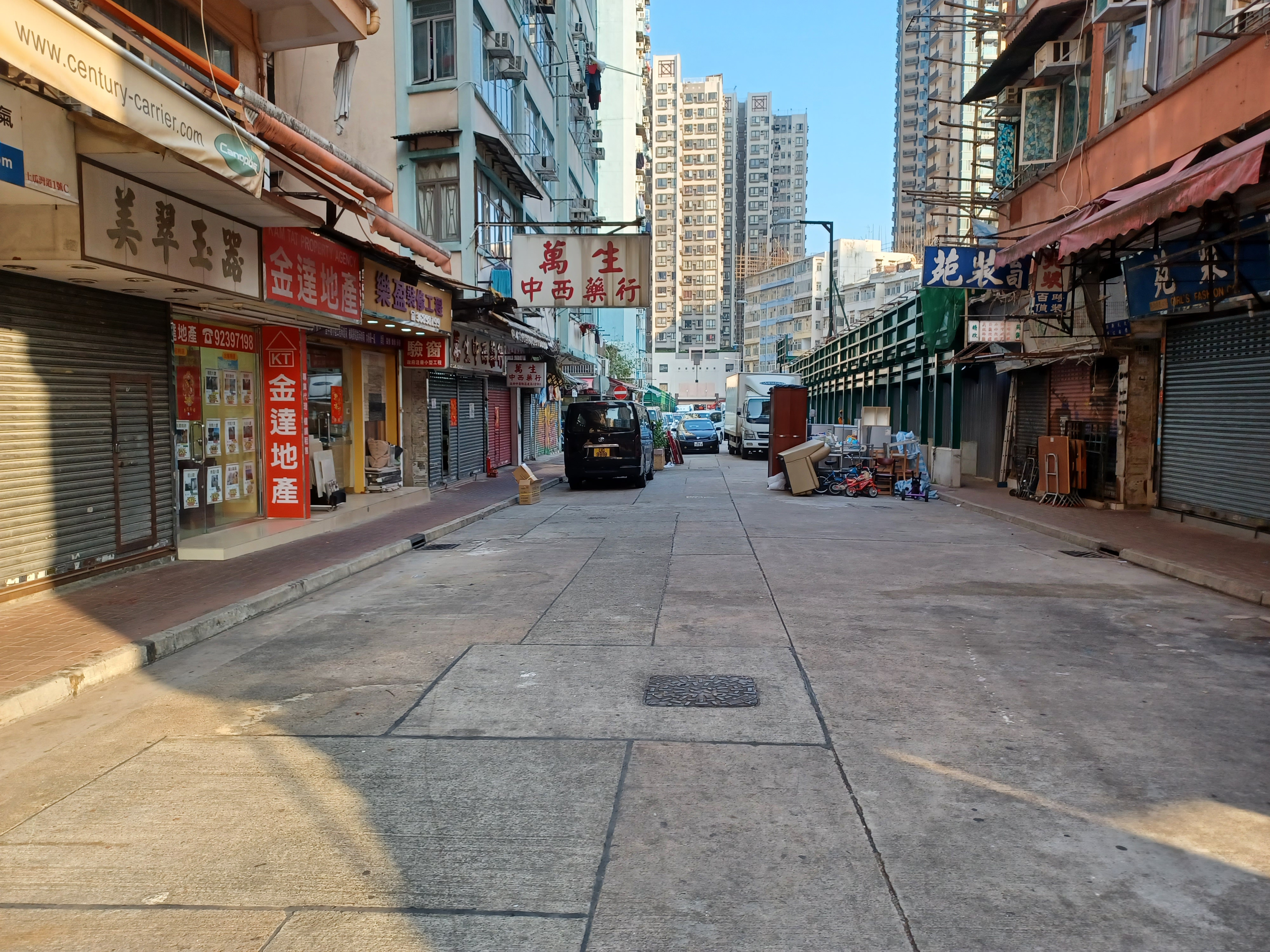
啟明街

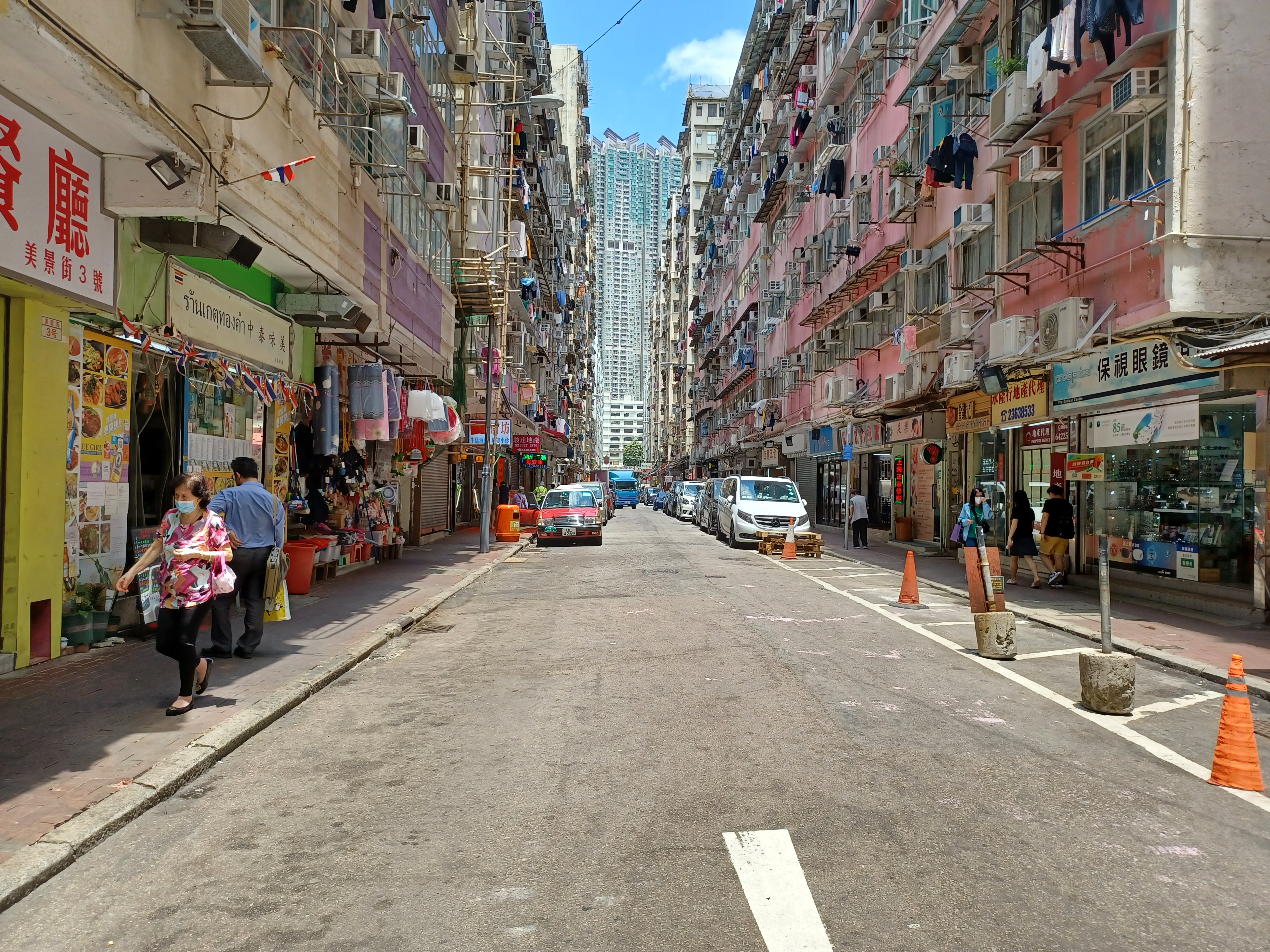
美景街

近年不少荷里活電影在土瓜灣取景，其中《世紀戰疫》、《變形金剛4》、《斯諾登風暴》等在益豐大廈取景。而啟明街、美景街及十三街附近的工廠大廈曾為香港電視劇集取景地，如《大時代》拍攝美景街的甘露甜品店和鄭保瑞的《狗咬狗》。

## 未來發展

### 舊區重建

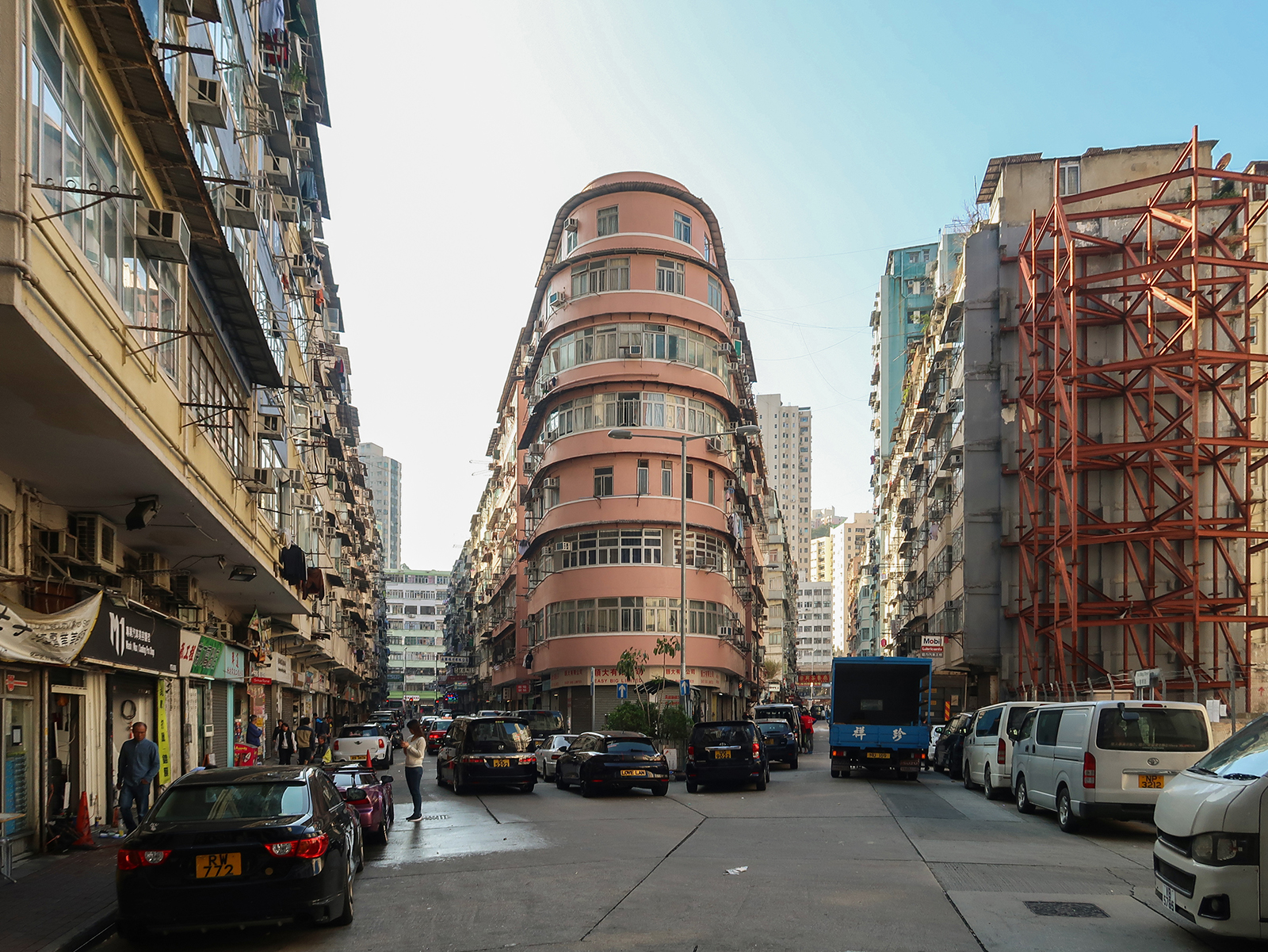
位於啟明街及榮光街交界的愛華大廈（中），被認為是區內「重建孤島」。市建局將拆卸三角形地皮位置，改為300平方米公共休憩空間

2006年，市建局發言人表示，市區重建局前身土地發展公司曾於1998年宣布的25個重建項目，列為5年內優先執行，不過該25個項目並不包括馬頭角十三街。
2009年，随着啟德發展工程動工，多個政黨要求重新啟動重建計劃，但市建局表示已進行了多項復修計劃，至於會否重建暫時言之尚早。俗稱「十三街」的80多幢舊樓近八成並無業主立案法團。據知收購十三街共2000多個單位成本逾100億元，但該處地積比率僅6倍，重建新樓面積與現時相若，利潤不高。
2016年3月，市建局宣佈為土瓜灣庇利街／榮光街（即俗稱「環字八街」部分範圍）展開大型重建項目，初步估計涉及約二千伙，數目為歷來最多。估計收購及重建過程長達10年，最快預料2025至26年完工，提供約1150個中小型單位。項目亦採用「小區重建」原則，不建大型商場，反利用地面空間作有街舖的「行人街」，營造社區特色。屋宇署2023年2月批出11項住宅及商住發展的建築圖則，其中市建局土瓜灣庇利街/榮光街發展項目，獲批重建為3幢樓高24層，另有3層平台及3層地庫的商住項目，涉及可建總樓面約71.7萬方呎。
2016年6月，市建局宣布在土瓜灣推出3個以小區重建發展概念的項目，涉及鴻福街、銀漢街、啟明街及榮光街合共97個街號。地盤總面積約8840平方米，樓齡逾50年，估計發展成本需100億港元。預計2025/26年完成後，會提供1360個中小型單位，設12,200多平方米商業/零售樓面面積，市建局聲稱日後不會引入大型商場，將以小店為主，同時優化區內交通。當中最為街坊不捨的是有20年歷史被稱為「街坊食堂」 的潮汕美食。
2022年10月，市區重建局（市建局）宣佈啟動土瓜灣區兩個重建項目：明倫街／馬頭角道發展計劃（KC-018），及土瓜灣道／馬頭角道發展計劃（KC-019）。KC-018計劃亦稱土瓜灣「五街」。兩個計劃將重新規劃土地用途，將重建後的建築物從海濱後移，騰出的地面空間，可提供約20米闊的海濱長廊，並與毗鄰啟德發展區內的海濱飲食廊、啟德體育園及海濱長廊等海濱發展連接，優化海濱環境。重建後，明倫街╱馬頭角道項目可提供1280個單位，土瓜灣道╱馬頭角道重建則可提供950個中小型單位，估計在2033年完成。由於這是局方首個沿海濱發展的重建項目，料落成後大部分單位可享「無敵海景」。

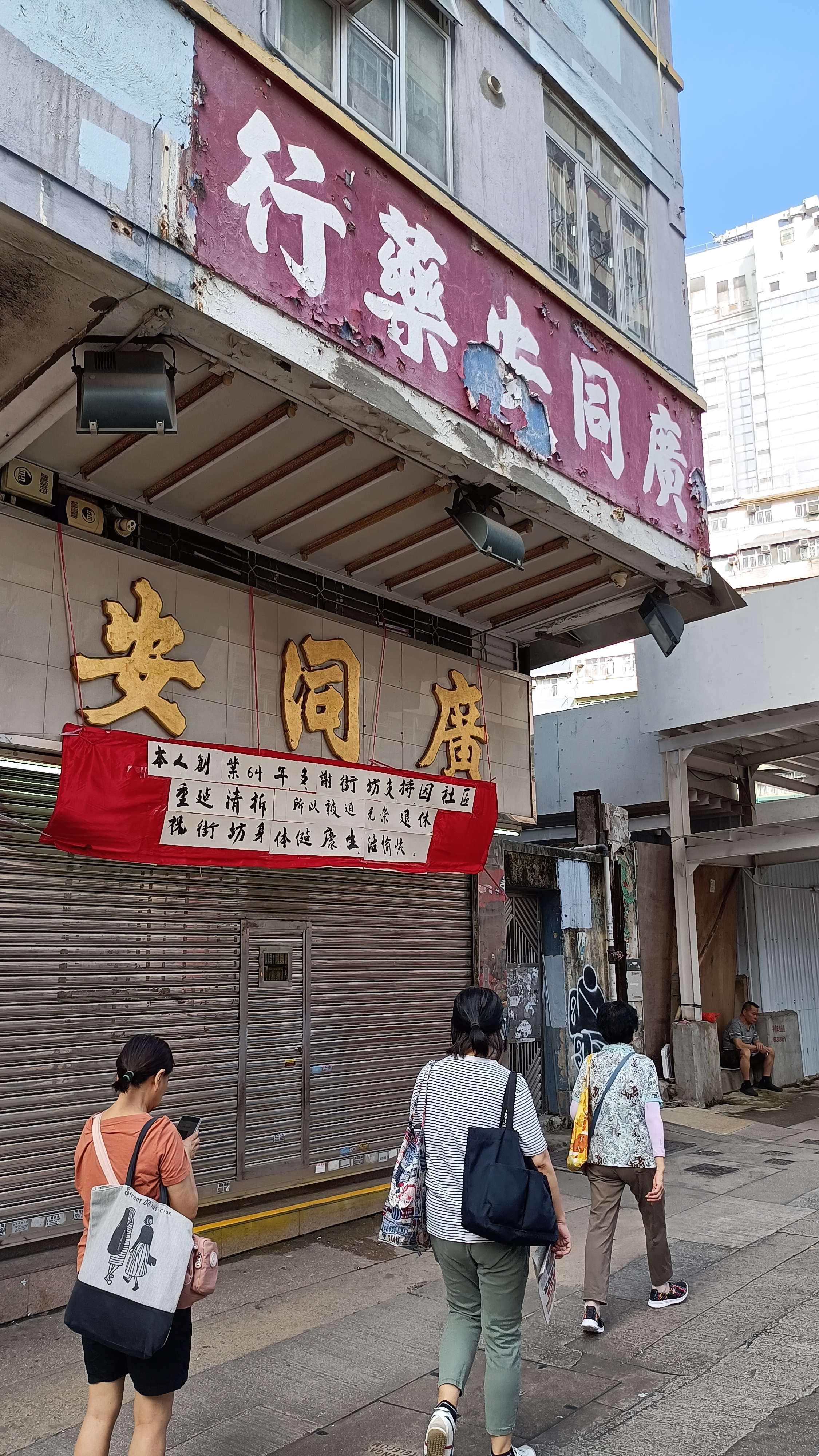
廣同安藥行以橫額宣佈結束64年經營

2023年6月，恆基地產以强拍統一土瓜灣落山道72至76B號及土瓜灣道72至76B號項目業權。恒地過去花上7年時間、斥逾41億元購入土瓜灣4個地盤一併發展重建，範圍包括土瓜灣道68A至76B號、落山道58至76號、下鄉道14至20號、麗華街1至7號，以及美華街1至9號及2至8號，總地盤面積約4.25萬平方呎，可建總樓面約38.2萬平方呎。位於落山道72號之廣同安藥行，其後挂出橫額宣佈結束64年經營。

### 「東維港灣區」
2025年5月，市建局行政總監韋志成透露，市建局已展開「土瓜灣海濱研究」，認為配合土瓜灣內陸和對開水體發展，該區絕對有潛力成為全港首個集休閒娛樂、旅遊、商業和住宅於一體的「東維港灣區」（Victoria Cove Area），媲美澳洲悉尼大型海濱區域Darling Harbour和挪威奧斯陸的Aker Brygge。

## 重大事件

### 大陸旅行團迫爆社區

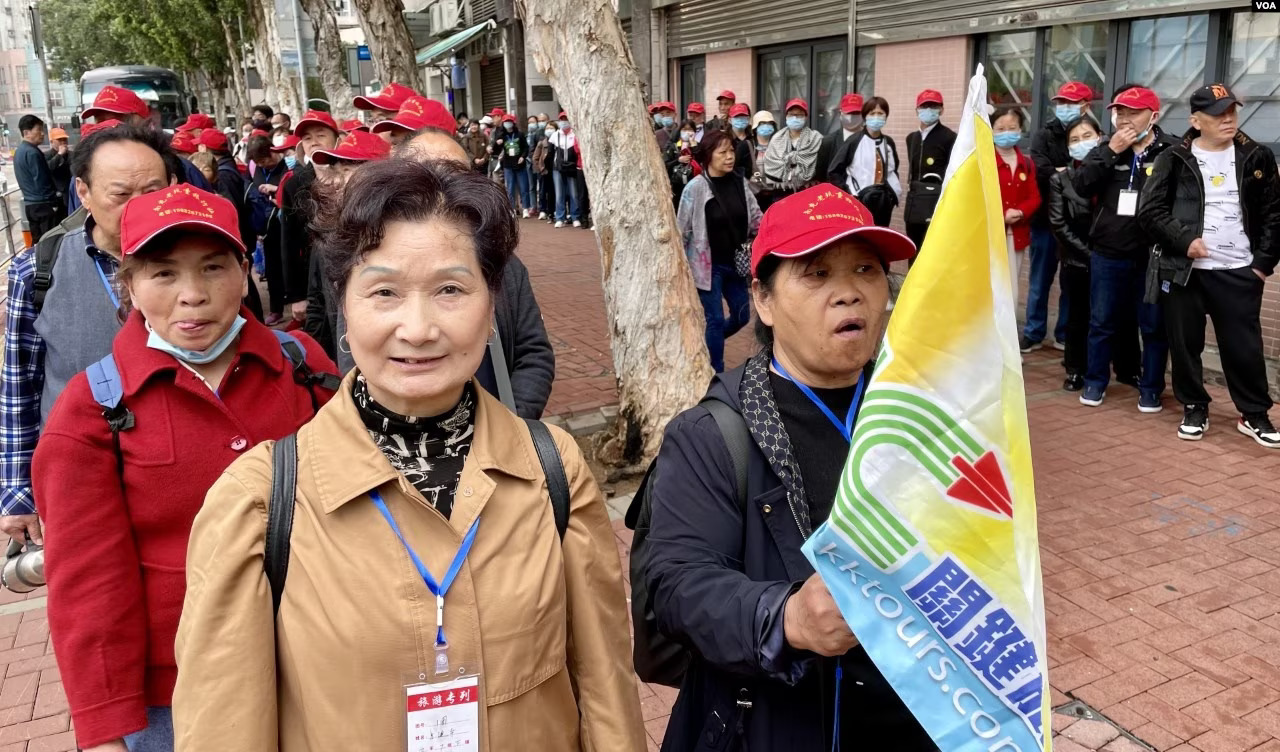
中國大陸旅客在土瓜灣崇安街一間酒樓吃完午飯後，聚集在行人路邊抽煙

2023年3月，中港兩地全面通關接近兩個月，中國大陸超低價旅行團近日迫爆社區。記者在土瓜灣崇安街一間專門接待中國大陸廉價團旅客的酒樓外採訪，半小時之內有數以十計的旅遊巴接送旅客前來吃中午飯。而網上流傳多個地方有大陸旅客在公廁外吃杯麵等，各種亂象引起社會高度關注。有區議員形容受超低價團困擾多年的“土瓜灣區淪陷”，另有民主派區議員批評，超低價旅行團故意帶旅客到土瓜灣區用餐，令旅客不能夠到其他購物區消費，必須到旅行社指定地點購物以賺取回傭。九龍城區議會召開會議討論中國大陸超低價旅行團迫爆土瓜灣的問題。自由黨的九龍城區議會主席何顯明表示，警方、食環署以及民政處都會投放額外資源管理平價團，他建議向所有進入九龍城區的旅行團徵收“地區管理費”，認為不應該動用香港納稅人的錢管理超低價旅行團的運作。亦有大陸旅行團以「升級港式美食」作賣點，開餐地方是翔龍灣商場之大家樂。
到2023年7月，旅監局承認早在5月向該區商店發出附加承諾書，如旅行團安排到旅客區內商店後，規定同日不得在土瓜灣區內食肆用膳。有經營團餐的酒樓形容有關的規定不合理，收入大跌下只能無奈結業。

## 區議會議席分佈
為方便比較，以下列表以庇利街、新柳街、何文田配水庫以東、天光道、馬坑涌道、新碼頭街以南為範圍。
| 年度/範圍                                                | 1994-1999                            | 2000-2003                                                | 2004-2007                                                | 2008-2011                                                | 2012-2016                                                | 2020-2023                                                |
| -------------------------------------------------------- | ------------------------------------ | -------------------------------------------------------- | -------------------------------------------------------- | -------------------------------------------------------- | -------------------------------------------------------- | -------------------------------------------------------- |
| 浙江街、何文田配水庫以東、天光道、馬坑涌道、新碼頭街以南 | 馬頭角選區、海心選區及樂民選區一部分 | 馬頭角選區、樂民選區、海心選區及土瓜灣北選區一部分       | 馬頭角選區、樂民選區、海心選區及土瓜灣北選區一部分       | 馬頭角選區、樂民選區、海心選區及土瓜灣北選區一部分       | 馬頭角選區、樂民選區、海心選區及土瓜灣北選區一部分       | 馬頭角選區、樂民選區、海心選區及土瓜灣北選區一部分       |
| 庇利街、新柳街、何文田配水庫以東、浙江街以南             | 土瓜灣選區一部分及樂民選區一部分     | 大部分的土瓜灣南選區、樂民選區一部分及土瓜灣北選區一部分 | 大部分的土瓜灣南選區、樂民選區一部分及土瓜灣北選區一部分 | 大部分的土瓜灣南選區、樂民選區一部分及土瓜灣北選區一部分 | 大部分的土瓜灣南選區、樂民選區一部分及土瓜灣北選區一部分 | 大部分的土瓜灣南選區、樂民選區一部分及土瓜灣北選區一部分 |

註：以上主要範圍尚有其他細微調整（包括編號），請參閱有關區議會選舉選區分界地圖及條目。

## 註腳

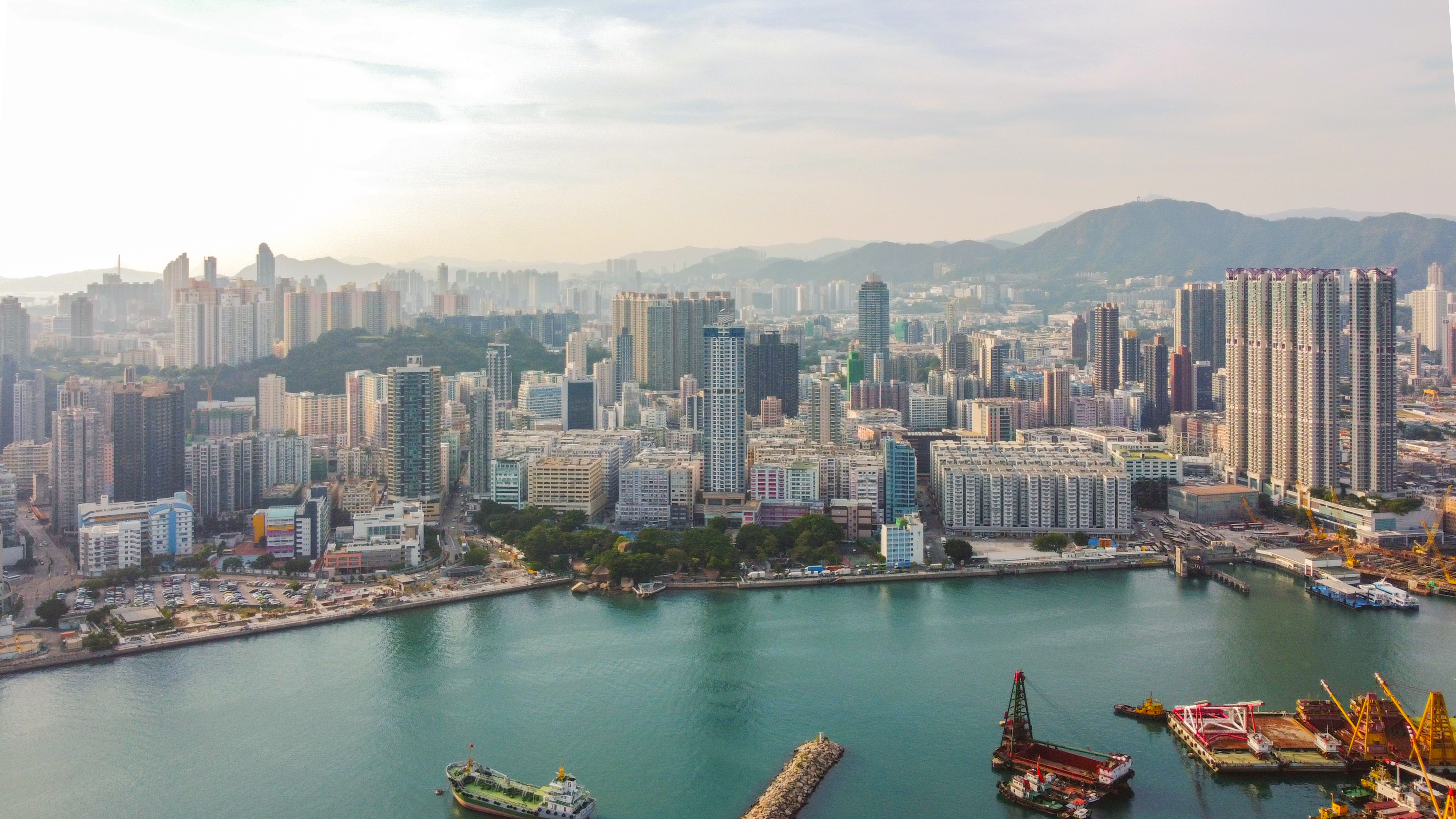
航拍土瓜灣全貌（2022年10月）

1. ↑  該名可見於當時1860年的中英《北京條約》附圖中

1. ↑  .   [2023-04-20]. （原始内容存档于2023-04-20）.
2. ↑  .   [2023年4月20日]. （原始内容存档于2023年4月24日）.
3. ↑  .   [2023年4月20日]. （原始内容存档于2023年4月20日）.
4. 1 2  .   [2023年4月20日]. （原始内容存档于2023年4月25日）.
5. ↑  .   [2023年4月20日]. （原始内容存档于2023年4月26日）.
6. ↑  .   [2023年4月20日]. （原始内容存档于2023年4月26日）.
7. ↑  .   [2023年4月20日]. （原始内容存档于2023年4月20日）.
8. ↑  .   [2023年4月27日]. （原始内容存档于2023年4月27日）.
9. 1 2  土瓜灣13街居民盼落實重建 （页面存档备份，存于），香港文匯報，2006-04-02
10. ↑  《九龍城區風物志》 的存檔，存档日期2014-05-14.香港大學
11. ↑  . 紅磡三約街坊福利會.   [2020-12-16]. （原始内容存档于2019-09-04）.
12. ↑  坐言集之紅磡三約 （页面存档备份，存于） 蘇萬興. 2003年
13. ↑  . 明報. 2020-06-27  [2020-06-27]. （原始内容存档于2021-01-10）.
14. ↑  《九龍街道命名考源》梁濤 著，第六十五頁，市政局出版，1993年
15. ↑  .   [2007-10-07]. （原始内容存档于2007-10-18）.
16. ↑  《香港歷史文化小百科16－趣談九龍街道》 爾東 著，第20-21頁，明報出版社，2004年11月，ISBN 962-8871-46-3
17. ↑  坐言集之土瓜灣簡介 （页面存档备份，存于） 蘇萬興. 2003年
18. ↑  原來土瓜灣真係有瓜—土瓜灣的名稱由來 （页面存档备份，存于） 香江.風物志
19. ↑  消失了的海心島 （页面存档备份，存于） 天主教香港教區週報 2017年10月21日
20. ↑  《一切從語言開始》，張洪年，香港中文大學出版社,2017年
21. 1 2  劉擇明和鄧思穎(2020)：香港地名“灣”的特殊讀法 （页面存档备份，存于） 《中國語文通訊》，99(1)，頁105-116
22. ↑  2007年1月16日《都市日報》專欄《中國名堂：灣轉讀環》：「長沙灣」和「土瓜灣」的「灣」字，香港人口語都讀作「長沙『環』」和「土瓜『環』」，而不讀「長沙『彎』」和「土瓜『彎』」；但「筲箕灣」和「淺水灣」又不一樣。此外，「銅鑼灣」應該讀作「銅鑼『彎』」還是「銅鑼『環』」呢？我 們可以用聲調來分析一下。灣是陰平聲，環是陽平聲，三字詞的音樂感與兩字詞不同，兩字的如馬（陽上）灣、柴（陽平）灣、深（陰平）灣都沒有變讀。長沙「環」（陽平、陰平、陽平）土瓜「環」（陰上、陰平、陽平），變讀後更順口，按原來的聲調聽起來是怪怪的。筲箕灣（陰平、陰平、陰平）和淺水灣（陰上、陰上、陰平）不用變。銅鑼「彎」（陽平、陽平、陰平）也有人讀，比長沙「彎」更可接受，不過遠不及銅鑼「環」（陽平、陽平、陽平）多。所以該從眾讀銅鑼「環」。
23. ↑  . 明報. 2020-06-27  [2020-06-27]. （原始内容存档于2021-01-09）.
24. ↑   (PDF).   [2019-08-28]. （原始内容存档 (PDF)于2020-06-08）.
25. ↑  . NWFF.   [2017-03-21]. （原始内容存档于2020-08-06） （中文（繁體））.
26. ↑  伍麗微. . 香港01. 2018-05-25  [2018-05-27]. （原始内容存档于2018-05-27）.
27. ↑  倡啟德帶動重建土瓜灣十三街 （页面存档备份，存于），太陽報，22/01/2009
28. ↑  「十三街」舊樓　八成未組法團，蘋果日報，2010年11月8日
29. ↑  .   [2016年3月5日]. （原始内容存档于2017年3月2日）.
30. ↑  .   [2023年6月28日]. （原始内容存档于2023年6月28日）.
31. ↑  .   [2016年6月9日]. （原始内容存档于2020年10月23日）.
32. ↑  .   [2018-08-23]. （原始内容存档于2018-08-23）.
33. ↑  .   [2023年4月19日]. （原始内容存档于2023年4月19日）.
34. ↑  .   [2023年4月19日]. （原始内容存档于2023年4月26日）.
35. ↑  .   [2023年7月3日]. （原始内容存档于2023年7月3日）.
36. ↑  明報. . 2025年5月12日.
37. ↑  湯惠芸. . 美國之音. 2023-04-04  [2023-04-04]. （原始内容存档于2023-04-04） （中文）.
38. ↑  . 明報. 2023-07-19  [2023-07-19]. （原始内容存档于2023-07-20）.

## 相關
- 啟德機場